# Инцидентность (геометрия)
Отношение инцидентности — это бинарное отношение между двумя различными типами объектов. Это включает понятия, которые можно выразить такими фразами как «точка лежит на прямой» или «прямая принадлежит плоскости». Наиболее существенное отношение инцидентности — между точкой P и прямой l, которое записывается как P I l. Если P I l, пара (P, l) называется флагом. В разговорном языке существует много выражений, описывающих отношение инцидентности (например, прямая проходит через точку, точка лежит на плоскости, и т. д.), однако термин «инцидентна» предпочтительнее, поскольку не предполагает дополнительных сопутствующих понятий и может быть использован симметрично, отражая свойство симметричности отношения. Утверждения, такие как «прямая l1 пересекает прямую l2», также являются утверждениями об отношении инцидентности, но в этом случае проще сказать: «существует точка P, инцидентная обоим прямым l1 и l2». Когда один тип объектов можно рассматривать как множество объектов другого типа (а именно, плоскость является множеством точек), отношение инцидентности можно рассматривать как включение.
Утверждения вида «любые две прямые на плоскости пересекаются» называются утверждениями инцидентности. Такие утверждения верны в проективных плоскостях, но не верны на евклидовых, где прямые могут быть параллельны. Исторически, проективная геометрия была предложена для того, чтобы утверждение инцидентности было верно без исключений. С точки зрения синтетической геометрии проективную геометрию следует создавать, используя такие утверждения в качестве аксиом. Наиболее существенен такой подход для проективных плоскостей ввиду верности теоремы Дезарга для более высоких размерностей.
Аналитический подход, напротив, определяет проективное пространство на основе линейной алгебры с использованием однородной системы координат. Отношение инцидентности выводится из следующего базового результата для векторных пространств: если даны подпространства U и W векторного пространства V (конечной размерности), размерность их пересечения равна dim U + dim W − dim (U + W). Если принять во внимание, что геометрическая размерность проективного пространства P(V), ассоциированного с V, равна dim V − 1, и что геометрическая размерность любого подпространства положительна, базовое утверждение инцидентности в этих условиях примет вид: линейные подпространства L и M проективного пространства P пересекаются при условии, что dim L + dim M ≥ dim P
Последующие разделы относятся к проективным плоскостям, определённым над полями. Такие плоскости часто обозначаются как PG(2, F) или P2F, где F — поле. Однако эти рассуждения можно естественным образом распространить на пространства более высоких размерностей, а поле может быть заменено на тело с учётом, что в этом случае умножение не будет коммутативным.

## PG(2,F)
Пусть V — трёхмерное векторное пространство, определённое над полем F. Проективная плоскость P(V) = PG(2, F) состоит из одномерных векторных подпространств пространства V, которые называются точками, и двумерных векторных подпространств V, которые называются прямыми. В определении предполагается, что все рассматриваемые подпространства содержат одну выделенную точку. Инцидентность точки и прямой определяется принадлежностью одномерного подпространства двумерному.
Если зафиксировать базис V, то мы можем описать вектора как координатные тройки (по отношению к базису). Одномерное векторное подпространство состоит из ненулевого вектора и всех векторов, полученных из него умножением на (ненулевой) скаляр. Все такие вектора, записанные в виде координатных троек, соответствуют координатам данной точки в однородной системе координат. По отношению к зафиксированному базису пространство решений линейного уравнения {(x, y, z) | ax + by + cz = 0} является двумерным подпространством пространства V, а потому является прямой в P(V). Эту прямую можно обозначить координатами прямой [a, b, c], которые также являются однородными координатами, поскольку умножение на ненулевой скаляр даёт ту же самую прямую. Другие обозначения также широко используются. Координаты точки можно записать как вектор-столбцы (x, y, z)T, с двоеточиями (x : y : z) или с индексом (x, y, z)P. Соответственно, координаты прямой могут быть записаны как вектор-строки (a, b, c), с двоеточиями [a : b : c] или с индексом (a, b, c)L. Возможны и другие варианты обозначений.

## Алгебраическое выражение инцидентности
Если дана точка P = (x, y, z) и прямая l = [a, b, c], записанные в терминах координат точки и прямой, точка инцидентна прямой (часто записывается как P I l), тогда и только тогда, когда
ax + by + cz = 0.
В других обозначения это можно выразить как:
{\displaystyle ax+by+cz=[a,b,c]\cdot (x,y,z)=(a,b,c)_{L}\cdot (x,y,z)_{P}=}
{\displaystyle =[a:b:c]\cdot (x:y:z)=(a,b,c)\left({\begin{matrix}x\\y\\z\end{matrix}}\right)=0.}
Вне зависимости от обозначений, когда однородные координаты точки и прямой рассматриваются как две упорядоченные тройки, инцидентность прямой и точки выражается как равенство их скалярного произведения нулю.

## Инцидентность прямой паре различных точек
Пусть дана пара различных точек P1 и P2 с однородными координатами (x1, y1, z1) и (x2, y2, z2) соответственно. Эти точки определяют единственную прямую l с уравнением вида {\displaystyle ax+by+cz=0}, которая должна удовлетворять уравнениям:
{\displaystyle ax_{1}+by_{1}+cz_{1}=0}
{\displaystyle ax_{2}+by_{2}+cz_{2}=0}.
В матричном виде эту систему можно переписать как
{\displaystyle \left({\begin{matrix}x&y&z\\x_{1}&y_{1}&z_{1}\\x_{2}&y_{2}&z_{2}\end{matrix}}\right)\left({\begin{matrix}a\\b\\c\end{matrix}}\right)=\left({\begin{matrix}0\\0\\0\end{matrix}}\right).}
Эта система имеет нетривиальное решение тогда и только тогда, когда определитель равен нулю
{\displaystyle \left|{\begin{matrix}x&y&z\\x_{1}&y_{1}&z_{1}\\x_{2}&y_{2}&z_{2}\end{matrix}}\right|=0.}
Раскрытие этого уравнения для определителя даёт однородные линейные уравнения, которые должны быть уравнением прямой l. Таким образом, с точностью до ненулевого постоянного множителя имеем {\displaystyle l=[a,b,c]}, где
{\displaystyle a=y_{1}z_{2}-y_{2}z_{1}}
{\displaystyle b=x_{2}z_{1}-x_{1}z_{2}}
{\displaystyle c=x_{1}y_{2}-x_{2}y_{1}}.
В терминах смешанного произведения векторов уравнение для прямой можно переписать как
{\displaystyle P\cdot P_{1}\times P_{2}=0},
где {\displaystyle P=(x,y,z)} — точка.

### Коллинеарность
Точки, инцидентные одной прямой, называются коллинеарными. Множество всех точек, инцидентных одной прямой, называется проективным отрезком.
Если P1 = (x1, y1, z1), P2 = (x2, y2, z2) и P3 = (x3, y3, z3), то эти точки коллинеарны тогда и только тогда, когда
{\displaystyle \left|{\begin{matrix}x_{1}&y_{1}&z_{1}\\x_{2}&y_{2}&z_{2}\\x_{3}&y_{3}&z_{3}\end{matrix}}\right|=0,}
то есть тогда и только тогда, когда определитель однородных координат равен нулю.

## Пересечение пар прямых
Пусть дана пара различных прямых {\displaystyle l_{1}=[a_{1},b_{1},c_{1}]} и {\displaystyle l_{2}=[a_{2},b_{2},c_{2}]}. Тогда пересечением прямых {\displaystyle l_{1}} и {\displaystyle l_{2}} будет точка {\displaystyle P=(x_{0},y_{0},z_{0})}, которая является одновременным решением (с точностью до постоянного множителя) системы линейных уравнений
{\displaystyle a_{1}x+b_{1}y+c_{1}z=0} и
{\displaystyle a_{2}x+b_{2}y+c_{2}z=0}.
Решение этих уравнений даёт
{\displaystyle x_{0}=b_{1}c_{2}-b_{2}c_{1}},
{\displaystyle y_{0}=a_{2}c_{1}-a_{1}c_{2}} и
{\displaystyle z_{0}=a_{1}b_{2}-a_{2}b_{1}}.
Альтернативно, рассмотрим другую прямую {\displaystyle l=[a,b,c]}, проходящую через точку P, то есть однородные координаты точки P удовлетворяют уравнению
{\displaystyle ax+by+cz=0}.
Комбинируя это уравнение с уравнениями, определяющими точку P, мы можем видеть нетривиальное решение матричного уравнения
{\displaystyle \left({\begin{matrix}a&b&c\\a_{1}&b_{1}&c_{1}\\a_{2}&b_{2}&c_{2}\end{matrix}}\right)\left({\begin{matrix}x\\y\\z\end{matrix}}\right)=\left({\begin{matrix}0\\0\\0\end{matrix}}\right).}
Такое решение возможно, лишь когда
{\displaystyle \left|{\begin{matrix}a&b&c\\a_{1}&b_{1}&c_{1}\\a_{2}&b_{2}&c_{2}\end{matrix}}\right|=0.}
Коэффициенты a, b и c в уравнении дают однородные координаты точки P.
Уравнение общего вида для прямой, проходящей через точку P, в обозначениях смешанного произведения выглядит как
{\displaystyle l\cdot l_{1}\times l_{2}=0}.

### Пересечение
Множество всех прямых на плоскости, инцидентных одной и той же точке, называется пучком прямых, центрированным в этой точке. Вычисление пересечения двух прямых показывает, что весь пучок определяется двумя прямыми, пересекающимися в данной точке. Отсюда немедленно следует, что алгебраическим условием пересечения трёх прямых {\displaystyle [a_{1},b_{1},c_{1}],[a_{2},b_{2},c_{2}],[a_{3},b_{3},c_{3}]} в одной точке является равенство нулю определителя
{\displaystyle \left|{\begin{matrix}a_{1}&b_{1}&c_{1}\\a_{2}&b_{2}&c_{2}\\a_{3}&b_{3}&c_{3}\end{matrix}}\right|=0.}